# Inclinación pélvica

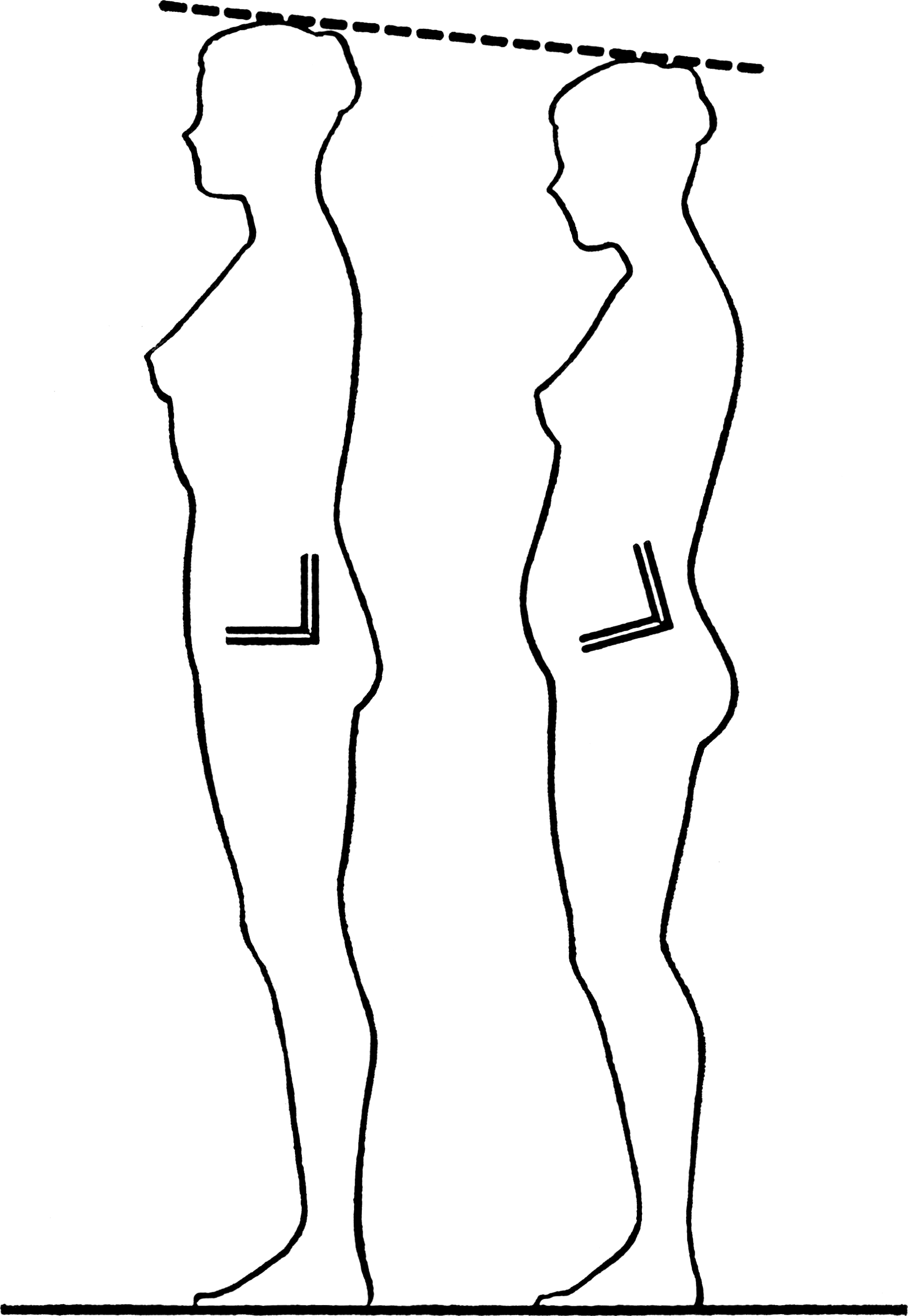
Comparación visual entre una inclinacion neutral y una inclinacion anterior de la pelvis, y como esta puede afectar la estatura.

Inclinación pélvica es la orientación de la pelvis con respecto a los huesos del muslo y el resto del cuerpo. La pelvis puede inclinarse hacia el frente, hacia atrás o hacia cualquier lado del cuerpo.
La inclinación pélvica anterior y la inclinación pélvica posterior son anomalías muy comunes en cuanto a la orientación de la pelvis.

## Formas
Inclinación pélvica anterior es cuando la parte frontal de la pelvis desciende en relación con la parte posterior de la pelvis. Por ejemplo, esto ocurre cuando los flexores de la cadera se acortan y los extensores de la cadera se alargan. También se denomina hiperlordosis lumbar.
Inclinación pélvica posterior es lo opuesto, cuando la parte frontal de la pelvis se eleva y la parte posterior de la pelvis desciende. Por ejemplo, esto ocurre cuando los flexores de la cadera se alargan y los extensores de la cadera se acortan, particularmente el glúteo mayor, que es el principal extensor de la cadera.
Inclinación pélvica lateral describe la inclinación hacia la derecha o la izquierda y está asociada con la escoliosis o con personas que tienen piernas de diferente longitud. También puede ocurrir cuando una pierna está doblada mientras que la otra permanece recta; en ese caso, la cadera del lado doblado puede seguir al fémur a medida que la rodilla se acerca al suelo.
Inclinación pélvica izquierda es cuando el lado derecho de la pelvis está elevado más alto que el lado izquierdo.
Inclinación pélvica derecha es cuando el lado izquierdo de la pelvis está elevado más alto que el lado derecho.